# Andronic Doukas (co-empereur byzantin)
Pour les articles homonymes, voir Andronic Doukas.
Andronic Doukas (en grec : Ἀνδρόνικος Δούκας) est le troisième fils de l'empereur byzantin Constantin X Doukas et le plus jeune frère de Michel VII Doukas. À la différence de ses autres frères, il n'est pas nommé coempereur par son père mais par Romain IV Diogène. Quoi qu'il en soit, son existence n'est pas parcourue d'événements marquants et son implication dans les affaires de l'Empire byzantin est très limitée.

## Biographie
Andronic Doukas est né autour de 1057. Il est le troisième fils de Constantin X et d'Eudocie Makrembolitissa,. Il étudie auprès de Michel Psellos et plusieurs travaux ont survécu et ont été compilées par des érudits importants de l'époque pour l'aider dans ses études : un traité de géométrie de Psellos et deux essais philosophiques par Jean Italos. Psellos a aussi compilé une monodie laudative sur Andronic après sa mort,.
À la différence de ses deux frères survivants (l'aîné, Michel VII et le plus jeune Constance), il n'est pas élevé à la dignité de coempereur par son père. Ainsi, à la différence de ces derniers, il ne participe pas à la courte régence d'Eudocie après la mort de son père en 1068,. C'est seulement Romain IV, qui se marie à Eudocie et qui succède à Constantin X, qui l'élève au rang de coempereur. Il s'agit peut-être d'une faveur d'Eudocie mais des raisons politiques interviennent aussi : un grand nombre de coempereurs (incluant aussi les deux fils d'Eudocie avec Romain) fragilise la position des fils de Constantin X en faveur de Romain. En outre, au cours de son absence de Constantinople lors de sa campagne en Orient peu après son arrivée au pouvoir, Romain prend Andronic avec lui, ce qui en fait une sorte d'otage,.
Au cours du règne de son frère aîné Michel VII, Andronic reste coempereur et pourrait avoir dépassé Constance dans la hiérarchie. Curieusement, en dépit de son manque d'habileté et de sa fonction purement symbolique de coempereur, Andronic est inclus dans certaines listes des empereurs byzantins, venant entre Romain et Michel VII. La date de sa mort est inconnue. Polemis présume qu'elle pourrait se placer après 1081 mais Thomas Conley affirme qu'il meurt au début de 1077 car il n'est pas mentionné durant l'attaque de Nicéphore Botaniatès sur Constantinople durant la même année.
Selon la monodie de Psellos, Andronic est marié à une femme dont l'identité est inconnue et qui meurt peu après le mariage. Il n'a pas de descendants.

## Généalogie
La généalogie suivante peut être tracée à partir d'Andronic Doukas :
- Andronic Doukas
  - Constantin X Doukas + Eudocie Makrembolitissa
    - Michel VII Doukas + Marie d'Alanie
      - Constantin Doukas, fiancé à Anne Comnène

    - Un fils
    - Andronic Doukas, coempereur
    - Constance Doukas, coempereur
    - Anne
    - Théodora + Domenico Selvo
    - Zoé + Adrien Comnène

  - Jean Doukas, césar + Irène Pegonitissa
    - Andronic, domestique des Scholes + Marie, fille de Trajian de Bulgarie
      - Michel, protostrator
        - Irène (?)
        - Constantin, gouverneur de Vardaros
        - Enfant dont le nom est inconnu
        - Une fille + Jean, neveu d’Alexis Ier

      - Jean, mega dux
      - Irène Doukaina + Alexis Ier Comnène
      - Anne + Georges Paléologue
      - Théodora

    - Constantin Doukas, protostrator
      - Un fils + fille d’Isaac Comnène, sebastokrator
        - Zoé + Georges Botaniatès